# قنطريون دلبيس
قنطريون دلبيس (باللاتينية: Centaurea delbesiana) نوع نباتي يتبع جنس القنطريون من الفصيلة النجمية.

## الموئل والانتشار
ينتشر في بلاد الشام.